# Anna Tamminen
Anna Reetta Alisa Tamminen (* 30. Oktober 1994 in Turku) ist eine finnische Fußballtorfrau, die zur Saison 2021 zum schwedischen Erstliga-Neuling Hammarby IF wechselte und 2019 erstmals für die finnische A-Nationalmannschaft spielte.

## Karriere

### Vereine
Tamminen begann 2015 beim Erstligisten NiceFutis, wo sie beim Tabellenletzten nach der regulären Punktspielrunde in den sechs Spielen der Abstiegsrunde mithalf den Abstieg noch zu vermeiden. 2016 stand sie in allen 24 Spielen im Tor und erzielte gegen HJK sogar ein Tor. Am Ende der Punktspielrunde standen sie auf dem vorletzten Platz, konnten diesen in der Abstiegsrunde auch nicht verlassen und mussten zwei Relegationsspiele gegen Jyväskylän PK bestreiten. Da beide Spiele nach 90 Minuten 1:1 endeten, ging das Rückspiel in die Verlängerung. Als sie in der Verlängerung noch zwei Gegentore hinnehmen musste, stieg sie mit der Mannschaft ab.
Tamminen wechselte daraufhin zu Hovås Billdal in die zweite schwedische Liga, wo sie sofort Stammtorhüterin war, blieb aber nur bei drei torlosen Remis ohne Gegentor und stieg mit dem Verein als Tabellenletzte auch wieder ab.
Es folgte der Wechsel zurück nach Finnland zu Åland United, wo sie auch sofort Stammtorhüterin wurde und zweimal als beste Torhüterin der Liga ausgezeichnet wurde. 2019 erhielt sie zwar Konkurrenz durch die zehn Jahre ältere Paula Myllyoja, die sich aber nicht gegen Tamminen durchsetzen konnte und nur drei Einsätze hatte. Myllyoja wechselte daher vor Beginn der Finalrunde nach Italien zum Pink Sport Bari, wo sie sofort Stammtorhüterin wurde. 2020 konnte Tamminen dann ihre ersten Titel mit dem Double feiern.
Im Januar 2021 wechselte sie zum Damallsvenskan-Aufsteiger Hammarby IF. Mit Hammarby belegte sie den siebten Platz in der Liga und kam dabei in allen 22 Spielen zum Einsatz.
2023 wurde sie mit Hammarby IF schwedischer Meister und Pokalsieger und stellte mit 757 Minuten ohne Gegentor in der Liga einen schwedischen Rekord auf.

### Nationalmannschaft
Tamminen debütierte beim Zypern-Cup 2019 in der A-Nationalmannschaft und wurde auch beim Zypern-Cup 2020 eingesetzt. In der erfolgreich verlaufenen Qualifikation für die EM 2022 saß sie achtmal, davon siebenmal zusammen mit Myllyoja, auf der Bank. Auch in den ersten vier Spielen der Qualifikation für die WM 2023 war sie nur Ersatztorhüterin. Am 9. Juni 2022 wurde sie für die EM-Endrunde nominiert.

## Erfolge
Åland United
- Finnische Meisterin 2020
- Finnische Pokal-Siegerin 2020